# オグデン・ミルズ・フィップス
オグデン・ミルズ・"ディニー"・フィップス（Ogden Mills " Dinny " Phipps、1940年9月18日 - 2016年4月6日）は、アメリカ合衆国の投資家、サラブレッド競馬のオーナーブリーダー。「ディニー」というニックネームで広く知られている。ベッセマートラスト元会長。

## 経歴
アメリカのサラブレッド競馬の大御所で、祖母グラディス・ミルズ・フィップスから名門ホイートリーステーブルを継承していたオグデン・フィップスの息子である。フィップス家は19世紀、曽祖父のオグデン・ミルズの頃からアメリカ競馬に関わり続け、特にケンタッキー州パリス近郊のクレイボーンファームとは、先祖の代からの長い間協力関係を続けてきた。フィップス自身も競馬に興味を持ち、幼い頃から夏にはサラトガ競馬場に通っていたという。
イェール大学の出身でスポーツマンでもあり、テニスやゴルフ、釣り、狩猟にも熱心であったという。
本業は家業である投資会社ベッセマートラスト社の運営で、1994年までその会長職を務めていた。
フィップスには6人の子供と24人の孫がおり、このうち1人は父と同じオグデン・フィップスという名前だった。フィップスの妻アンドレアはそのうち4人の子供たちの母親である。
2016年4月6日にニューヨークプレズビティアリアン病院で死亡、75歳であった。

## 競馬

### 競馬産業の継承
フィップスやフィップスの兄弟らは父同様にアメリカの競馬産業に携わっていった。1995年、フィップスのインサイドインフォメーションがモリーピッチャーハンディキャップを勝利したが、これは妹のシンシアも1992年にヴェルサイユトリーティで勝利しており、さらには父オグデンも1988年にパーソナルエンスンで勝利しているという家族で3勝を挙げるという記録を作っている。以下はフィップスの主な所有馬。
- リズム Rhythm - 1987年生、牡馬。ブリーダーズカップ・ジュヴェナイル。1989年最優秀2歳牡馬。
- ディスピュート Dispute -1990年生、牝馬。ケンタッキーオークスなど。
- インサイドインフォメーション Inside Information - 1991年生、牝馬。ブリーダーズカップ・ディスタフなど。アメリカ殿堂馬。
- ストームフラッグフライング Storm Flag Flying - 2000年生、牝馬。ブリーダーズカップ・ジュヴェナイルフィリーズ。
- プレザントホーム Pleasant Home - 2001年生、牝馬。ブリーダーズカップ・ディスタフなど。
- スマッグラー Smuggler - 2002年生、牝馬。2005年最優秀3歳牝馬。
- オーブ Orb - 2010年生、牡馬。ケンタッキーダービー。

共同生産した馬も多く、フィップスのいとこであるスチュアート・S・ジャニー3世と共に生産したオーブはその代表格で、同馬はケンタッキーダービーに優勝している。また、ウィリアム・S・ファリシュ3世と共同名義で生産したストームソングは、1996年のブリーダーズカップ・ジュヴェナイルフィリーズに優勝、全米最優秀2歳牝馬に選出された。
また国外イギリスでも所有馬を走らせており、そのうちの1頭ポッセは1980年のサセックスステークスとセントジェームズパレスステークスで優勝している。

### 競馬界の重鎮として
フィップスはアメリカジョッキークラブの取締役会の会員であり、このほかにもニューヨーク競馬協会会長、カナダジョッキークラブ会員、ブリーダーズカップ社役員、全米サラブレッド競馬協会役員などを兼任した。
競馬に関する賞の受賞も多く、1978年にはフィップスはエクリプス賞功労賞を受賞している。さらにニューヨーク・ターフライターズ賞において「競馬で最も活躍した男」として選ばれている。その後も2002年、フィップスはサラブレッド馬主生産者協会からインダストリーサービス賞を受賞した。
没後の2017年には「ピラー・オブ・ターフ」のカテゴリでアメリカ競馬殿堂入りを果たした。